# 久々利川
久々利川（くくりがわ、くぐりがわ）は、木曽川水系の一級河川。岐阜県可児市を流れる。可児川を経て木曽川に合流する2次支流。

## 地理
岐阜県可児市東部の久々利付近を水源とし、可児市中央部を西に流れて可児市広見付近で可児川に合流する。幹線流路延長9.7キロメートル、うち河川法区域延長7.6キロメートル。
上流部には日本のダムとして最初に完成したロックフィルダムである小渕ダム（小渕防災ため池）があり、周辺は公園として整備されている。
流域には古墳や古窯跡などが存在する。久々利川は古くは「泳川」（読みは同じ）とも表記し、「くくり」の語源は周辺が纐纈（絞り）の産地であったことに由来する。「久々利」の字を用いるようになったのは土岐行春が支配した室町時代以降と考えられる。
また、久々利川は第三紀の低い丘陵地を浸食して流れている川であり、川底には凝灰岩が露出しているために滑りやすい箇所があることから、「すべり川」とも呼ばれた。

## 主な支流
一級河川のみ、下流側から順に記載。
- 姫川
- 大森川
- 中郷川

## 主な橋
並行区間が多い岐阜県道84号は、久々利1号橋・久々利2号橋などが架かる。
- 姫橋
- 大森大橋
- 二野橋（岐阜県道381号）

## 水源汚染問題
2003年（平成15年）4月、久々利川の水源にほど近い新滝ヶ洞溜池で、魚釣り大会のために放流した魚が大量死するという事件が発生した。調査の結果、上流の東海環状自動車道トンネル掘削残土処分場で、土中に含まれる黄鉄鉱と雨水が化学反応により硫酸が発生し、残土に含まれるカドミウムや亜鉛などの重金属類を溶かして流出したことが水質汚濁の原因であると判明した。
国土交通省は処理プラントの設置や覆土工事などの対策を実施したが、住民グループ側は対策は不充分として全量撤去を求め、2006年（平成18年）3月に国土交通省と可児市、土地所有者のゴルフ場を相手取り公害調停を申請した。しかし、岐阜県公害調停委員会は2回の審査会を開催した後の同年10月に、「当事者間に合意が成立する見込みがない」として調停を打ち切った。
現在も残土処分場からは重金属を含んだ強い酸性の水が発生しており、処理プラントにて中和した後に久々利川に排水されている。
なお、処分場は正式には「可児市公共残土ストックヤード」という名称だが、ストックヤードとしての実態はなく、事実上の埋立地であったことが判明している。